# Savica (Bohinj)
Savica é um assentamento localizado no município de Bohinj na Eslovênia. Possuía uma população estimada de 53 habitantes em 2020.